# Belle Highwalking
Belle Highwalking (Reserva North Cheyenne, 1892-1971) fou una índia nord-americana. Va viure a la reserva i cap al 1970 va dictar la seva biografia, amb detalls sobre la seva infantesa i cerimonials indis, en xeiene a Katherine M. Weist, i fou traduïda per la seva neboda el 1979, com a Belle Highwalking, the narrative of a North Cheyenne woman.